# Darrere el cor verd
Darrere el cor verd (títol original: Romancing the Stone) és una pel·lícula estatunidenca de Robert Zemeckis, estrenada el 1984 i doblada al català.

## Argument
Joan Wilder, una novel·lista, ha de portar a la seva germana, segrestada a l'Amazònia, una carta que li ha escrit el marit d'aquesta última poc abans que fos trobat mort. Després d'equivocar-se d'autocar en sortir de l'aeroport, troba un aventurer: Jack Colton. Aquest endevina que la carta descriu l'amagatall d'un tresor que es posaran a buscar conjuntament: el diamant verd.

## Repartiment
- Michael Douglas: Jack Colton
- Kathleen Turner: Joan Wilder
- Danny DeVito: Ralph
- Zack Norman: Ira
- Alfonso Arau: Juan
- Manuel Ojeda: Zolo
- Holland Taylor: Gloria
- Mary Ellen Trainor: Elaine
- Eve Smith: Mrs. Irwin
- Joe Nesnow: Super
- José Chávez: Santos

## Premis i nominacions

### Premis
- 1985. Globus d'Or a la millor actriu musical o còmica per Kathleen Turner

### Nominacions
- 1985. Oscar al millor muntatge per Donn Cambern i Frank Morriss

## Al voltant de la pel·lícula
- Aquesta pel·lícula donarà lloc en una continuació: The Jewel of the Nile.
- El rodatge ha tingut lloc a Mèxic i a Kathleen Turner la van haver d'operar a causa d'un esfondrament de terreny provocat per pluges torrencials.
- El cotxe conduït per Elaine Wilder en el seu segrest és un Shelby Ac Cobra 427 (matriculat XR 2158 Colòmbia, després XR 8512 en un segon pla).

## Crítica
Una escriptora novaiorquesa amb gran èxit literari però amb una vida sentimental fracassada s'embarca en una aventura molt més excitant i perillosa que la de les seves pròpies novel·les d'amor. Història d'amor entretinguda i divertida i de perills a la selva sud-americana. Bona química de la parella protagonista i encertats tocs d'humor per a una aventura romàntica amb cert encant.